# Hamilton (Massachusetts)
Hamilton – miasto w Stanach Zjednoczonych, w stanie Massachusetts, w hrabstwie Essex.